# Anse-Bleue
Anse-Bleue é uma comunidade localizada na província canadense de New Brunswick. Está situada na Paróquia de New Bandon no Condado de Gloucester, norte de Nova Brunswick, na margem sul da Baía de Chaleur. A maioria da população é descendente de acadianos, que vivem próximos a praia.